# Luis de Palafox y Melzi
Luis Rebolledo de Palafox i Melzi, Marquès de Lazán (Saragossa, 2 de juny de 1772 - Madrid, 28 de desembre de 1843) va ser un aristòcrata, militar i polític espanyol, de tendència absolutista.
Fill gran de Juan Felipe Rebolledo de Palafox (marquès de Lazán, de qui va heretar el títol) i de Paula Melci de Eril, era germà del també militar José de Palafox (de tendència política oposada), i de Francisco Rebolledo de Palafox y Melzi.
Va estudiar amb Basilio Boggiero als escolapis de Saragossa.
Durant la guerra del francès va intervenir amb el seu germà en la defensa de Saragossa, i en 1809 en la campanya de Catalunya.
Amb la restauració absolutista passa a ocupar càrrecs de confiança del rei Ferran VII i a exercir la repressió contra els liberals. El 27 de setembre de 1815 va substituir al seu germà com a capità general d'Aragó. En la revolució de 1820 és forçat per la revolta militar i popular a acceptar la Constitució; no obstant això, és destituït al desembre del mateix any, sent substituït pel mateix Rafael del Riego. Passat el Trienni Liberal, en la denominada Dècada Ominosa, torna a ocupar càrrecs, en aquest cas protector del Canal Imperial d'Aragó, i amb el canvi de regnat (1833) va passar la resta de la seva vida a Madrid.